# Desaix (navire de ligne)
Pour les articles homonymes, voir Desaix (homonymie).
Le Desaix est un navire de soixante-quatorze canons de la marine française lancé en 1793 et détruit en 1802.

## Historique
Le Desaix, un navire de la classe Téméraire, sous-classe Duquesne fut construit aux chantiers de Lorient. Il fut lancé en 1793 sous le nom de Tyrannicide. Il participa à la Bataille du 13 prairial an II sous les ordres du capitaine de vaisseau Dordelin. Le Tyrannicide s'illustra en se portant à la rescousse du navire amiral de Villaret-Joyeuse, la Montagne.
En 1799, il participe à la sortie de Brest menée par l'amiral Bruix. En 1800 son nom devint le Desaix, en honneur du général Desaix. Il participa, sous le commandement du capitaine de vaisseau Christy-Pallière, à la bataille d'Algésiras.
Le Desaix fit naufrage à Saint-Domingue en 1802.